# لويس بيمنتا
لويس بيمنتا هو لاعب كرة قدم برتغالي في مركز الهجوم، ولد في 6 مارس 1986 في ميلادا في البرتغال. لعب مع نادي باولم ونادي بيل-بيين ونادي قلمرية المتحد ونادي كياسو ونادي لوزان ونادي لوغانو ونادي نيون ويانغ بويز.